# Liść unifacjalny
Liść unifacjalny – typ liścia wyodrębniony ze względu na jego pochodzenie. Liść tego typu charakteryzuje się tym, że jego górna i dolna strona pochodzą z jednej, dolnej części primordium.
Liście takie możemy rozpoznać dzięki pierścieniowemu lub łukowemu ułożeniu więzek przewodzących na przekroju poprzecznym liścia oraz zewnętrznie skierowanym floemie.